# Dagmar Saija
Dagmar Saija  uit Maarssen werd op 13 september 2005 in Nijmegen verkozen tot Miss Netherlands Earth 2005/2006. Hiermee volgde ze de Nijmeegse Saadia Himi op.
In oktober 2005 nam Saija deel aan de Miss Earth-verkiezing 2005/2006 in Quezon City op de Filipijnen. 